# Iván Piris
Iván Piris, vollständiger Name Iván Rodrigo Piris Leguizamón, (* 10. März 1989 in Itauguá) ist ein paraguayischer Fußballspieler.

## Karriere

### Verein
Defensivakteur Piris spielte in der Jugend für Las Águilas Verdes, 11 Estrellas de Itauguá, 12 de Octubre de Itauguá, Escuela de fútbol de Pinozá und Cerro Porteño. Er stand zu Beginn seiner Profikarriere seit 2008 in Reihen von Cerro Porteño. Für den Klub aus Asunción bestritt er in den Jahren 2010 und 2011 insgesamt 52 Erstligaspiele. In den Wettbewerben der Copa Sudamericana der Jahre 2009 und 2010 sowie in der Copa Libertadores der Jahre 2010 und 2011 lief er zusammengefasst in sieben bzw. 20 Partien auf und erzielt in letztgenanntem Wettbewerb einen Treffer. Eine Investorengruppe erwarb im Juli 2011 zunächst für rund drei Millionen US-Dollar die Transferrechte und platzierte den Spieler beim uruguayischen Klub Deportivo Maldonado. Von dort wurde Piris über ein auf zwei Jahre befristetes Leihgeschäft umgehend an den FC São Paulo weitergereicht. Für die Brasilianer absolvierte er 20 Partien (ein Tor) in der Série A und 16 Begegnungen (kein Tor) des Campeonato Paulista. Überdies kam er zu vier persönlich torlosen Einsätzen in der Copa Sudamericana 2011. Ab August 2012 folgte eine Leihe zum AS Rom. Ab September 2013 war Sporting Lissabon sein Arbeitgeber. Beim portugiesischen Klub wurde er sowohl in der Ersten Mannschaft als auch in der Zweitvertretung eingesetzt. Ab August 2014 verlieh Deportivo Maldonado Piris an Udinese Calcio. Nach saisonübergreifend 58 absolvierten Begegnungen in der Serie A wechselte er Mitte Juli 2016 nach Mexiko zu CF Monterrey. Dort lief er in fünfzehn Erstligaspielen (kein Tor) auf, bevor er im Juli 2017 für ein Jahr an den Ligakonkurrenten Club León verliehen wurde. Direkt im Anschluss ging Piris für den Rest des Jahres 2018 nach Argentinien zu Newell’s Old Boys. Seit Jahresanfang 2019 tritt er für den |Club Libertad an. Mit dem Klub gewann er 2023 die Copa Paraguay (vier Spiele, kein Tor).

### Nationalmannschaft
Piris spielte zunächst für die U-20-Nationalmannschaft von Paraguay, für die er insgesamt 15 Spiele absolvierte. Am 3. Juli 2011 debütierte er für die A-Nationalmannschaft von Paraguay beim 0:0 gegen Ecuador bei der Copa América 2011, bei der Piris mit Paraguay erst im Finale gegen Uruguay scheiterte.

## Erfolge
Club Libertad
- Copa Paraguay: 2023